# Сиккерт
Сикке́рт (фр. Sickert) — коммуна на северо-востоке Франции в регионе Гранд-Эст (бывший Эльзас — Шампань — Арденны — Лотарингия), департамент Верхний Рейн, округ Тан — Гебвиллер, кантон Мазво. До марта 2015 года коммуна в составе кантона Мазво административно входила в округ Тан.
Площадь коммуны — 5,12 км², население — 328 человек (2006) с тенденцией к стабилизации: 329 человек (2012), плотность населения — 64,3 чел/км².

## Население
Численность населения коммуны в 2011 году составляла 331 человек, а в 2012 году — 329 человек.
| 1962 | 1968 | 1975 | 1982 | 1990 | 1999 | 2006 | 2008 | 2011 | 2012 |
| ---- | ---- | ---- | ---- | ---- | ---- | ---- | ---- | ---- | ---- |
| 239  | 254  | 249  | 311  | 308  | 317  | 328  | 325  | 331  | 329  |

Динамика населения:

## Экономика
В 2010 году из 214 человек трудоспособного возраста (от 15 до 64 лет) 162 были экономически активными, 52 — неактивными (показатель активности 75,7 %, в 1999 году — 65,9 %). Из 162 активных трудоспособных жителей работали 144 человека (78 мужчин и 66 женщин), 18 числились безработными (7 мужчин и 11 женщин). Среди 52 трудоспособных неактивных граждан 16 были учениками либо студентами, 28 — пенсионерами, а ещё 8 — были неактивны в силу других причин.
На протяжении 2011 года в коммуне числилось 136 облагаемых налогом домохозяйств, в которых проживало 326,5 человек. При этом медиана доходов составила 22198 евро на одного налогоплательщика.

## Достопримечательности (фотогалерея)

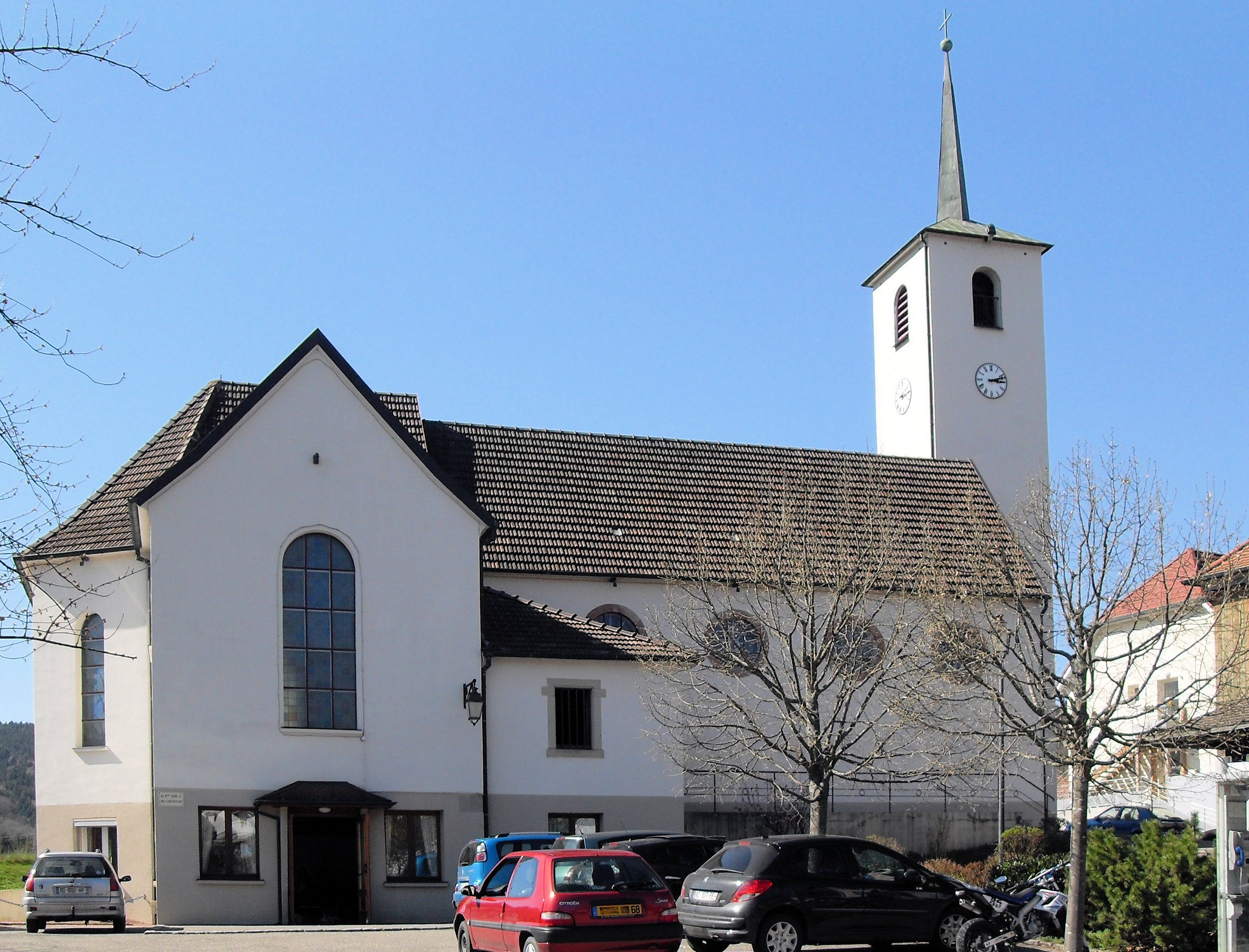
Церковь